# Serhij Wowkodaw
Serhij Wasylowycz Wowkodaw, ukr. Сергій Васильович Вовкодав (ur. 2 lipca 1988 w Łubnie, w obwodzie połtawskim) – ukraiński piłkarz, grający na pozycji obrońcy.

## Kariera piłkarska

### Kariera klubowa
Wychowanek DJuSSz Łubnie, a potem klubu Mołod' Połtawa, barwy których bronił w juniorskich mistrzostwach Ukrainy (DJuFL). W 2006 roku rozpoczął karierę piłkarską w drużynie rezerwowej Worskły Połtawa. W lipcu 2013 został wypożyczony do Kreminia Krzemieńczuk. W lutym 2015 został piłkarzem Illicziwca Mariupol, w którym grał do końca sezonu 2014/15. 17 lutego 2016 został piłkarzem FK Połtawa.

### Kariera reprezentacyjna
W latach 2008–2009 występował w młodzieżowej reprezentacji Ukrainy.

## Sukcesy i odznaczenia

### Sukcesy klubowe
- zdobywca Pucharu Ukrainy: 2009
- finalista Superpucharu Ukrainy: 2009